# Georges Rouault
Pour les articles homonymes, voir Rouault.
Georges-Henri Rouault, né le 27 mai 1871 à Paris et mort le 13 février 1958 à Paris, est un peintre et graveur français.

## Biographie
Fils d'un ébéniste breton, Alexandre François Joseph Rouault, et d'une fruitière parisienne, Marie-Louise Champdavoine, Georges Rouault voit le jour dans une cave du no 51 de la rue de la Villette dans le 19e arrondissement de Paris au cours d'un bombardement des Versaillais. Son grand-père maternel lui fit découvrir l'art. En 1886, Georges Rouault devient apprenti chez le peintre de vitraux Émile Hirsch et suit les cours du soir de l'École nationale supérieure des arts décoratifs à Paris. Employé par le même Hirsch de 1887 à 1890, puis en 1891, il est admis à l'École des beaux-arts de Paris dans l'atelier de Jules-Élie Delaunay et, à la mort de ce dernier, entre dans l'atelier de Gustave Moreau où il côtoie Henri Matisse, Albert Marquet, Henri Manguin, Albert Huyot, Pierre Marcel-Béronneau et Léon Lehmann auquel il restera très lié. Il participe à deux reprises sans succès au concours du prix de Rome, la première fois en 1893 avec Samson tournant la meule, pour lequel il obtient le prix Chenavard en 1894 et, en 1895, avec Jésus parmi les Saintes femmes, pour lequel il obtient le prix Fortin d'Ivry.
En 1898, il est nommé, selon les vœux du maître, conservateur du musée Gustave-Moreau, à Paris, dès son inauguration cette année-là. C'est pour lui une période difficile, sa famille part pour l'Algérie, et sa santé l'oblige à faire deux séjours en Haute-Savoie. En 1901, il fréquente l'abbaye de Ligugé et y fait la connaissance de Joris-Karl Huysmans.
Aux côtés des fauves, tels Henri Matisse, Albert Marquet ou André Derain, Georges Rouault participe au Salon d'automne de 1905. Il aborde des thèmes liés à une observation critique de la société : juges, avocats, salles d’audience, miséreux, émigrés, fugitifs, sont autant le reflet d'une révolte face à la misère humaine qu'un prétexte à des recherches sur les formes et les couleurs. Il a une influence sur le travail du sculpteur caricaturiste italien César Giris.
En 1904, il fait la connaissance de Léon Bloy dont l'œuvre le touche profondément et de façon durable. Quelques années plus tard, il fréquente à Versailles le philosophe catholique Jacques Maritain. C'est entre 1906 et 1907 qu'il commence à peindre des céramiques. Le 27 janvier 1908, il épouse Marthe Le Sidaner (1873-1973, sœur du peintre Henri Le Sidaner), qui lui donnera quatre enfants.
Profondément catholique, il reconnaît dans cette humanité souffrante le visage du Christ qu’il recherche dans de nombreuses toiles évoquant sa Passion, à l'exemple du tableau Le Christ bafoué par les soldats (1932). Ce thème récurrent « perd son accent moralisateur pour prendre une nouvelle tension dramatique, dans un lyrisme fait d'abandon ascétique qui voit dans la splendeur de l'image une sorte de reflet céleste… ».
Dès 1910, les collectionneurs et les marchands reconnaissent la grande force de son œuvre, notamment Maurice Girardin ou Ambroise Vollard qui, en 1917, lui achète l'ensemble des toiles de son atelier, soit 770 œuvres. C'est en 1917 qu'il se lance dans la gravure, et 4 ans plus tard, en 1921, Michel Puy réalise sa première biographie.
En 1938, le Museum of Modern Art de New York fait une exposition de son œuvre gravé. C'est l'année suivante au mois de septembre qu'il s'installe à Beaumont-sur-Sarthe, qu'il quittera en juin 1940, pour y revenir de 1943 à 1946.
En 1946, après la mort de Vollard, il se trouve en procès avec les héritiers. Le tribunal lui reconnaît la propriété de ses œuvres.
Georges Rouault brûle 315 de ses tableaux en 1948 en présence d'un huissier.
Dans ces mêmes années, Georges Rouault entretient une correspondance épistolaire avec le peintre Jacques Duthoo qui s'inspire alors des travaux du maître.
Il arrête de peindre en 1957. Il meurt le 13 février 1958 en son atelier-domicile, au no 2, rue Émile-Gilbert dans le 12e arrondissement. Le gouvernement français lui fait des obsèques nationales à l'église Saint-Germain-des-Prés de Paris et il est inhumé au cimetière Saint-Louis de Versailles.
Son prestige en tant que coloriste et graveur n’a cessé de s’étendre, notamment au Japon et en Corée. Il est considéré comme l'un des peintres religieux les plus importants du XXe siècle.
Sa famille a fait une donation d'un ensemble de ses œuvres à l'État en 1963.
Son dernier atelier, installé dans un appartement près de la gare de Lyon, au 2, rue Émile-Gilbert à Paris, est conservé par sa famille dans l'état où il l'a quitté et sert de siège social à la Fondation Georges-Rouault. Volume, orientation (sud) et aménagement en font un atelier inhabituel.

## Collections publiques

### Peintures
- Samson tournant la meule, 1893, œuvre participant au concours du prix de Rome. Prix Chenavard en 1894.
- Jésus parmi les Saintes femmes, 1895, œuvre participant au concours du prix de Rome. Prix Fortin d'Ivry.
- L'Enfant Jésus parmi les docteurs, Salon des Champs-Élysées de 1895. Colmar, musée Unterlinden.
- Le Christ mort, pleuré par les Saintes femmes, Salon des Champs-Élysées de 1896, musée de Grenoble.
- Christ en croix émaillé (avant 1956), chapelle du paquebot Viêt Nam.
- La Fille au miroir, Salon des Indépendants de 1906, musée d'art moderne de la ville de Paris.
- Filles, 1906, Paris, Petit Palais.
- Parade, 1907, Bâle, Kunstmuseum.
- Têtes à Massacre, 1907, Londres, Tate Gallery.
- Tête de clown, 1908, Washington, université Harvard.
- Les Juges, 1908, Copenhague, Statens Museum for Kunst.
- Hiver, 1910, Paris, Petit Palais.
- Parc de Versailles dit aussi La Terrasse, 1910, Paris, musée national d'art moderne.
- Trois juges, 1913, New York, Museum of Modern Art.
- L'Apprenti Ouvrier (autoportrait), 1925, musée d'art moderne de la ville de Paris.
- Le Christ bafoué par les soldats, 1932, New York, Museum of Modern Art.
- Le Clown blessé, 1932, Paris, musée national d'art moderne.
- La Sainte Face, 1933, Paris, musée national d'art moderne.
- Le Vieux Roi, 1937, Pittsburgh, Carnegie Museum of Art.
- Le Nain, 1937, Art Institute of Chicago.
- Crépuscule, 1937-1938, Bâle, Fondation Beyeler.
- La Sainte Face, vers 1938-1939, musée des beaux-arts de Lyon. Voir l'oeuvre
- Pierrot, vers 1938-1939, musée des beaux-arts de Lyon.
- Fleurs décoratives, 1946, musée d'art moderne de la ville de Paris
- Nazareth, vers 1946, huile sur carton, marouflé sur panneau, 50 × 36 cm, Musée des Beaux-Arts de Gand[9]
- Tête de clown, 1948, Boston, musée des beaux-arts.
- Clown, Miriflore, vers 1950, Clermont-Ferrand, Musée d'art Roger-Quilliot.

### Dessins
- Le Député, vers 1910-1915, gouache sur papier, 27,7 x 18,2 cm, musée des Beaux-Arts d’Orléans[10].

### Estampes
- Rouault débute en 1917 le cycle en deux parties, Miserere et Guerre, qui sortira sous le seul titre de Miserere, et qui ne sera publiée qu'en 1948, avec des gravures comme L'aveugle parfois a consolé le voyant, Rue des Solitaires, Qui ne se grime pas, La Mère, etc. C'est un ensemble de 58 planches, gravées et légendées par l'artiste, imprimée en grand format, ce qui donne à l'ensemble un poids de plus de 21 kilogrammes.
- Les Réincarnations du père Ubu, 1929, 23 cuivres originaux, édités en coffret en 1955.
- La Danse, 1939, parution en tirage original dans Verve I.

### Œuvres décoratives
- Décors du ballet Le Fils prodigue de Prokofiev, pour Serge de Diaghilev en 1929.
- Cartons de tapisseries, 1933[11].
- Christ de la Passion, vers 1938, vitrail[réf. nécessaire].
- Flagellation, Christ des Douleurs, deux Bouquet de fleurs, Sainte-Véronique, 1945, cartons pour les cinq vitraux de l'église Notre-Dame-de-Toute-Grâce du plateau d'Assy.

### Livres d'art
- Alfred Jarry, Le Père Ubu.
- Souvenirs intimes, 1926, deuxième édition de 1927 orné d'une lithographie originale.
- Charles Baudelaire, Les Fleurs du mal, 1927. L'Étoile filante 1966, couverture cartonnée toilée rouge vermillon, lettrée noire sous étui, 97 pages, en feuillets. Tirage limité à 450 exemplaires dont 424 sur Arches. Les 14 planches de cet ouvrage furent tirées par Jacquemein[Qui ?] en 500 exemplaires à la demande d'Ambroise Vollard et conservées par lui jusqu'à son décès. Il pensait en éditer une série sous le nom de Danse macabre, qui se transformèrent pour Les Fleurs du mal, dont 14 planches à l'aquatinte et à l'outil sont reproduites dans ce nouvel ouvrage. Par suite de la guerre certaines furent perdues ou abîmées limite la production de cet ouvrage à 425 exemplaires sur Arches et 25 hors commerce (I à XXV). Cuivres rayés après tirage, les planches portant la double numérotation ex. 25/450. Ici Rouault a illustré les poèmes suivants : Au lecteur, Bénédiction (2 planches), La Beauté, Sans titre XXV, Remords posthumes, Toute entière, L'Irréparable, Le Squelette laboureur, Le Crépuscule du soir, Danse macabre, La Destruction, Les Deux Bonnes Sœurs, Allégorie. Une postface des enfants de Georges Rouault donne la genèse de l'œuvre en expliquant le choix des poèmes, postérieur aux gravures. Réédition éditions du Cerf, Paris, 2008.
- Les réincarnations du Père Ubu, cuivres originaux, Ambroise Vollard, 1928.
- Le Cirque de l'Étoile filante, 1938, réédition aux éditions du Cerf en 2005,  (ISBN 2204073989).
- Verve I, no 4, 1939, lithographies originales de Rouault, dont une originale, La Danse, ainsi que la couverture. Henri Matisse, André Derain, textes de Paul Valéry, Pierre Reverdy, Julien Cain, Rainer Maria Rilke, Federico Garcia Lorca, André Suarès, Ambroise Vollard, Roger Caillois. Première édition grand in-4, héliogravures de l'atelier Draeger.
- Verve II, no s 5 et 6, , 1939, lithographies originales de Rouault, Matisse, Derain, Georges Braque, Paul Klee, Fernand Léger, Aristide Maillol, textes de Paul Valéry, Pierre Reverdy, Julien Cain, Rainer Maria Rilke, Jules Supervielle, Georges Bataille, Ambroise Vollard, Federico García Lorca, André Suarès, Roger Caillois.
- Verve IV, éditions de la Revue Verve, Paris, 1939.
- Passion avec André Suarès, Ambroise Vollard éditeur, 160 exemplaires sur Vélin, 270 exemplaires sur Vergé de Montval, eaux-fortes originales en couleurs et bois dessinés par Rouault. Réédition en 2005 aux éditions du Cerf, 1939,  (ISBN 2204073970).
- Miserere, Étoile filante, Paris, 1953, réédition 2004 aux éditions du Cerf  (ISBN 2204073601).
- Les Réincarnations du père Ubu, cuivre originaux, Paris, Société normande des Amis du Livre, 1955, In-4 en feuille, cartonnage marron de l'éditeur, étui 23 gravures originales datées de 1929, tirage à 210 exemplaires.

### Autres publications
- Georges Rouault, Sur l'art et sur la vie, Denöel, collection « Médiations / Le métier de peindre », Paris, 1982  (ISBN 22-823-0080-7). Réédition : Gallimard, collection « Folio essais », Paris, 2008.
- Georges Rouault et André Suarès, Correspondance, correspondances échangées entre 1911 et 1948, Introduction Marcel Arland, éditions Gallimard, 1960, Paris, Publié par Isabelle et Geneviève Rouault, In-8, XXIV à 358.p. illustrées d'un portrait de Georges Raoult en frontispice, dont 42 tirages sur vélin pur fil Lafuma. Réédité par Gallimard en 1991,  (ISBN 20-702-5571-9).

## Réception critique
- Léon Bloy dans son journal le 16 mars 1904 : « On m'apprend que le peintre Georges Rouault, élève de Gustave Moreau, s'est passionné pour moi. Ayant trouvé chez son maître La Femme pauvre…, ce livre l'a mordu au cœur, blessé incurablement. »
- Léon Bloy, Journal de 1905 : « Cet artiste que l'on croyait capable de peindre des séraphins, semble ne plus concevoir que d'atroces et vengeresses caricatures. L'infamie bourgeoise opère en lui une si violente répercussion d'horreur que son art paraît en être blessé à mort. »

## Citations
- « Se plier en silence à certaines exigences intérieures et passer sa vie à chercher des moyens d'expression sincères.[réf. nécessaire] »

## Salons
- Salon des artistes français de 1895.
- Salon des Champs-Élysées de 1896.
- Salon des indépendants de 1902.
- Salon d'automne de 1903 : 2 toiles.
- Salon d'Automne de 1904 : 8 toiles, 32 aquarelles et pastels.
- Salon d'Automne de 1905 : Filles.
- Salon des Indépendants de 1906 : La Fille au miroir.

## Expositions
- Paris, galerie Eugène Druet, exposition personnelle du 25 février au 5 mars 1910.
- Paris, galerie Eugène Druet, exposition du 22 avril au 2 mai 1924, dont Nu et Parade.
- 1930, Londres : galerie Saint-Georges, Munich : galerie Neumann, New York : galerie Brummer, Chicago : galerie Art Club.
- 1937, exposition de L'Art indépendant à Paris au Petit Palais : 42 tableaux de Rouault.
- New York, Museum of Modern Art, exposition de son œuvre gravé en 1938.
- Expositions à Boston, Washington et San Francisco, 1940-1941.
- Grande rétrospective de son œuvre au musée de New York[Lequel ?], reprise par d'autres musées[Lesquels ?] en Europe en 1945.
- Londres, Tate Gallery, 1946.
- Zurich, Kunsthaus, rétrospective en 1948.
- Paris, palais de Chaillot, hommage pour ses 80 ans, organisé par le Centre catholique des intellectuels français en 1951.
- Rétrospectives à Bruxelles, Amsterdam et Paris en 1952.
- Rétrospective à Cleveland : Museum of Art, New York : Museum of Modern Art, Los Angeles : County Museum, musée national de Tokyo et Osaka en 1953.
- Milan, Galleria d'Arte Moderna, rétrospective en 1954.
- Rétrospectives au palais des beaux-arts de Bruxelles, au musée municipal d'Amsterdam et au musée d'art moderne de la Ville de Paris en 1954.
- Rétrospectives à New York, Zurich, Venise et au Japon en 1957.
- Pinacothèque de Paris : Georges Rouault - Les Chefs-d'œuvre de la collection Idemitsu, soit 400 œuvres, 2008-2009.
- Tokyo, Shiodome Museum, Rouault Gallery, « Georges Rouault, Cirque forain », du 6 octobre au 16 décembre 2012.
- Aici Pref (Japon), Inazawa City Memorial Art Museum, « Georges Rouault Towards the Light Shines », du 27 octobre au 2 décembre 2012.
- Indiana USA, Anderson University, Jessie C. Wilson Galleries, « Seeing Christ in the darkness », gravures de la collection Sandra Bowden, du 6 octobre au 2 novembre 2012.
- Neuss (Allemagne), Clemens-Sels-Museum Neuss, Am Obertor, « Nostalgie de couleur. Moreau, Matisse, et Cie », du 23 septembre 2012 au 13 janvier 2013.
- Winterthur, villa Flora, « Georges Rouault : l'artiste en clown triste », du 16 novembre 2012 au 7 avril 2013.
- Musée des beaux-arts de Gaillac, « Miserere, Georges Rouault », du 5 juillet au 15 septembre 2013[12].
- Lyon, musée d'art religieux de Fourvière, « Georges Rouault », du 2 octobre 2013 au 5 janvier 2014[13].
- Rennes, Passage Sainte-Croix, Exposition de "Miserere", série d'aquatintes, du 27 mars au 5 mai 2018.
- Tokyo, Shiodome Museum, Rouault Gallery, « Georges Rouault. L'Œuvre magnifié : L'Art sacré et la modernité », du 29 septembre au 9 décembre 2018[14].

## Prix
- Prix Paul-Chenavard en 1894, pour Sanson tournant la meule.
- Prix Fortin d'Ivry en 1895, pour Jésus parmi les saintes femmes.
- Médaille de bronze à l'Exposition universelle de 1900.

## Distinctions
- Chevalier de la Légion d'honneur en 1924.
- Officier de la Légion d'honneur le 30 mars 1938[15].
- Commandeur de la Légion d'honneur le 7 mai 1951, remise par le président de la République Vincent Auriol[16].
- Pie XII le nomme commandeur de l'ordre de Saint-Grégoire-le-Grand en 1953.

## Hommages

### Établissement

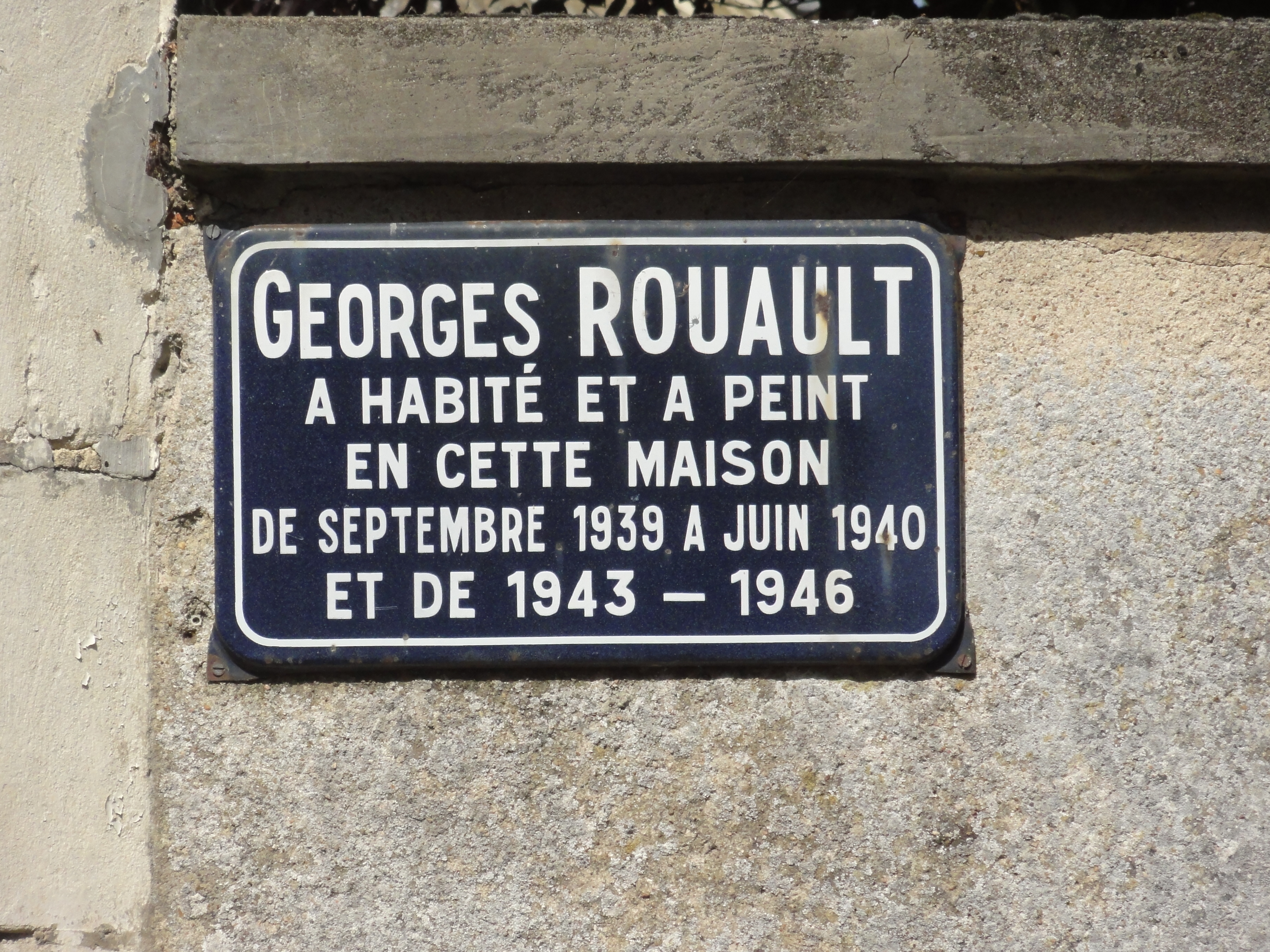
Plaque à Beaumont-sur-Sarthe.

- La ville de Paris donne son nom à un collège du 19e arrondissement.
- La ville de Beaumont-sur-Sarthe a donné son nom à son centre social. Une rue porte son nom et une plaque est apposée sur la maison où il vécut.

### Philatélie
- Deux timbres postaux représentant des gravures sur bois de Rouault ont été mis en vente en 1961 avec une surtaxe au profit de la Croix-Rouge, avec une oblitération Premier jour à Bourges. Ces gravures sont Il serait si doux d'aimer, qui porte le no YT 1323 et L'Aveugle a parfois consolé le voyant, qui porte le no 1324[17],[18].
- En 1971, c'est un tableau Songe creux, d'une valeur de 1 franc, polychrome qui est émis dans la série Œuvres d'art et qui porte le no 1673[19].

#### Ouvrage
- Dictionnaire Bénézit.
- Fabrice Hergott (dirigé par), Georges Rouault : forme, couleur, harmonie, monographie, musées de Strasbourg, 2006  (ISBN 2-35125-040-0), 269 p.
- Marc Restellini, Georges Rouault - Les Chefs-d'œuvre de la Collection Idemitsu, éd. Pinacothèque de Paris, 2008-2009, catalogue d'exposition.
- Marc Restellini, Georges Rouault - Les Chefs-d'œuvre de la Collection Idemitsu, album de l'exposition, éd. Pinacothèque de Paris.
- Collectif (Georges Rouault, Léon Lehmann, J.de Laprade, Georges Besson), Rouault, Le Point - revue artistique et littéraire, 1943, éditions Braun.
- Lionello Venturi, Georges Rouault à New York, monographie avec 180 illustrations, réédition avec 202 illustrations, 1940 aux éditions Skira.
- Georges Salles et Lionello Venturi, Georges Rouault, éditions de La Connaissance, nomb. ill., 1952.
- Stephen Schloesser, Jazz Age Catholicism, Université de Toronto, Press 2005  (ISBN 0-8020-8718-3).
- Albert Kostenevitch, Georges Rouault, (Russe), éditions de l'Hermitage, 2004  (ISBN 5-93572-141-4).
- André Suarès, Georges Rouault, Rouault peintures inconnues ou célèbres galerie Charpentier, texte de Rouault extraits de lettres de Suarès, 1965.
- Oihana Robador, Georges Rouault , EUNSA, 2004  (ISBN 84-313-2212-8).
- Soo Yun Kang, Raoult in Perspective, Rowman & Litlefield Pub Group, 1999,  (ISBN 15-730-9403-X).
- Geneviève Nouaille-Rouault,  Georges Rouault, mon père , Le Léopard d'or, 1998,  (ISBN 28-637-7156-6).
- Harry N. Abrams, Georges Rouault, 1997, édition USA,  (ISBN 08-109-4697-1).
- François Chapon, Rouault, Trnkvel, 1992,  (ISBN 28-513-2016-5).
- Fabrice Hergott, Rouault, chez Albin Michel, 1991,  (ISBN 2-226-05438-3).
- Fabrice Hergott, Rouault, Ediciones Poligrafa S. A., 1991 édition espagnole,  (ISBN 84-343-0693-X).
- Karin Müller, 100 crimes contre l'art, éditions de L'Écailler, 2012,  (ISBN 978-2-36476-021-9).

#### Presse écrite
- Univers des arts no 183 (lire en ligne).